# David Dobkin
Pour les articles homonymes, voir Dobkin.
David Dobkin né le 23 juin 1969 à Washington, est un réalisateur, scénariste et producteur de cinéma américain.

## Filmographie

### Réalisateur
- 1992 : 52nd Street Serenade
- 1995 : Love Street (série télévisée, 1 épisode)
- 1998 : Clay Pigeons
- 2003 : Shanghai Kid 2 (Shanghai Knights)
- 2005 : Serial noceurs
- 2007 : Frère Noël (Fred Claus)
- 2011 : Échange standard (The Change-Up)
- 2014 : Le Juge (The Judge)
- 2020 : Eurovision Song Contest: The Story of Fire Saga

### Producteur
- 2013 : Jack le chasseur de géants (Jack the Giant Slayer) de Bryan Singer
- 2015 : Agents très spéciaux : Code UNCLE (The Man from U.N.C.L.E.) de Guy Ritchie
- 2017 : Le Roi Arthur : La Légende d'Excalibur (King Arthur: Legend of the Sword) de Guy Ritchie

### Scénariste
- 1998 : Ice Cream Man
- 2005 : The Ropes (producteur délégué)
- 2007 : Mr. Woodcock
- 2007 : Frère Noël (Fred Claus)
- 2011 : Échange standard (The Change-Up)
- 2012 : Jack le chasseur de géants (Jack the Giant Killer) de Bryan Singer
- 2017 : Le Roi Arthur : La Légende d'Excalibur (King Arthur: Legend of the Sword) de Guy Ritchie